# Calligonum rotula
Calligonum rotula är en slideväxtart som beskrevs av Borszcz.. Calligonum rotula ingår i släktet Calligonum och familjen slideväxter. Inga underarter finns listade i Catalogue of Life.